# 片田謙二
片田 謙二（かただ けんじ、1936年8月23日 - 1993年11月25日）は、高知県高岡郡宇佐町出身で、広島カープに在籍したプロ野球選手である。現役時代のポジションは、投手。

## 経歴
高知商業高校では1954年に、エースとして同期の小谷信雄とバッテリーを組み春夏連続で甲子園に出場した。春の選抜では準々決勝に進むが、この大会に優勝した飯田長姫高の「小さな大投手」光沢毅に抑えられ惜敗。夏の選手権は準々決勝で榎本喜八らがいた早稲田実を接戦で降すが、準決勝では松浦三千男、興津達男らがいた静岡商に逆転負けを喫する。同年の北海道国体では、決勝まで勝ち進み、新宮高の前岡勤也に投げ勝ち優勝を果たした。他の高校同期に中堅手の門田良三、1年下に遊撃手の須藤豊がいた。
小谷、門田とともに1955年に広島カープへ入団。同年から先発として起用され、1956年には3勝を挙げるが、1957年限りで退団。翌年からは社会人野球の高知県交通でプレーした。
選手引退後は帰郷して宇佐漁協に入り活動していたが、1984年に創部して間もない高岡高校宇佐分校の野球部監督に就任。教え子には野村貴仁がいる。
1993年11月25日死去。57歳没。

## 詳細情報

### 年度別投手成績
| 年 度     | 球 団     | 登 板 | 先 発 | 完 投 | 完 封 | 無 四 球 | 勝 利 | 敗 戦 | セ 丨 ブ | ホ 丨 ル ド | 勝 率 | 打 者 | 投 球 回 | 被 安 打 | 被 本 塁 打 | 与 四 球 | 敬 遠 | 与 死 球 | 奪 三 振 | 暴 投 | ボ 丨 ク | 失 点 | 自 責 点 | 防 御 率 | W H I P |
| --------- | --------- | ----- | ----- | ----- | ----- | -------- | ----- | ----- | -------- | ----------- | ----- | ----- | -------- | -------- | ----------- | -------- | ----- | -------- | -------- | ----- | -------- | ----- | -------- | -------- | ------- |
| 1955      | 広島      | 7     | 3     | 0     | 0     | 0        | 0     | 1     | --       | --          | .000  | 81    | 16.1     | 27       | 3           | 9        | 0     | 0        | 9        | 2     | 1        | 19    | 18       | 9.53     | 2.20    |
| 1956      | 広島      | 14    | 12    | 4     | 1     | 0        | 3     | 6     | --       | --          | .333  | 291   | 74.1     | 55       | 3           | 18       | 2     | 2        | 18       | 1     | 0        | 21    | 18       | 2.16     | 0.98    |
| 通算：2年 | 通算：2年 | 21    | 15    | 4     | 1     | 0        | 3     | 7     | --       | --          | .300  | 372   | 90.2     | 82       | 6           | 27       | 2     | 2        | 27       | 3     | 1        | 40    | 36       | 3.57     | 1.20    |

### 背番号
- 38 （1955年）
- 25 （1955年 - 1957年）